# Kako de Akishino
A Princesa Kako do Japão (em japonês: 佳子; Tóquio, 29 de dezembro de 1994) é a segunda filha do príncipe imperial Fumihito, Príncipe Akishino e a princesa Kiko, Princesa Akishino; sendo um membro por nascimento da família imperial japonesa. Ela é sobrinha do atual imperador Naruhito do Japão, bem como neta do imperador emérito Akihito do Japão e da imperatriz emérita Michiko do Japão.
Kako tem uma irmã mais velha, a princesa Mako de Akishino; e um irmão mais novo, o príncipe Hisahito de Akishino.
Devido à Lei Imperial do Japão, baseada na lei sálica, ela não tem direito de estar na linha de sucessão ao trono japonês, assim como sua irmã e a sua prima, a princesa Aiko, filha de Naruhito, pois segundo a atual lei japonesa afirma que apenas homens podem se tornar monarcas no Japão. Segundo a mesma lei, se Kako se casar com um plebeu, ela também perderá o seu tratamento de Sua Alteza Imperial, o título de princesa e não poderá mais representar a família imperial japonesa em qualquer evento oficial.

## Visita ao Brasil (2025)
Em junho de 2025, a princesa Kako realizou uma visita oficial ao Brasil como parte das comemorações pelos 130 anos do estabelecimento das relações diplomáticas entre o Japão e o Brasil. A viagem teve duração de onze dias e incluiu compromissos em diversas cidades, como São Paulo, Brasília, Londrina, Maringá, Foz do Iguaçu, Campinas e Rio de Janeiro.
Em São Paulo, a princesa participou de cerimônias em homenagem à imigração japonesa no Brasil, visitou o Pavilhão Japonês no Parque do Ibirapuera, e recebeu a Medalha da Ordem do Ipiranga, uma das mais altas honrarias do Estado de São Paulo. Em Brasília, foi recebida pelo presidente Luiz Inácio Lula da Silva e participou de uma sessão solene no Congresso Nacional, destacando a importância dos laços históricos e culturais entre os dois países. 
Durante a visita, a princesa manteve contato com comunidades nipo-brasileiras, visitou instituições culturais e participou de eventos que reforçaram a parceria bilateral. Em seus discursos, ressaltou os fortes vínculos entre os povos japonês e brasileiro, mencionando que, apesar da distância geográfica, "a distância entre os corações é muito próxima".

## Educação
Kako cursou o ensino primário e secundário na tradicional escola Gakushuin. Ela também chegou a entrar na Universidade Gakushuin em 2013, de onde saiu em 2014 para estudar Artes Liberais na Universidade Cristã Internacional.
Em abril de 2019 ela terminou uma pós-graduação em Psicologia, mas disse na época que seu estudos parariam por aí, porque os tempos no futuro "não são para fazer o que eu quero, mas sim aquilo que me pediram para fazer", segundo a Caras de Portugal, "deixando claro que se dedicará às obrigações imperiais".
Ela também fez um curso de curta duração, entre 2017 e 2018, na Escola de Belas Artes, História da Arte e Estudos Culturais da Universidade de Leeds, no Reino Unido, onde estudou Artes Cênicas e Psicologia.
Em 2013, ela também havia passado algum tempo nos Estados Unidos, em "homestay" (alojamento familiar).

## Funções oficiais
Kako, como sua irmã Mako, participa de cerimônias e atividades no Palácio Imperial, bem como participa de atividades oficiais em outros lugares, tanto dentro como fora do Japão, tendo, por exemplo, em setembro de 2019 feito viagens à Áustria e à Hungria por ocasião do 150º aniversário das relações diplomáticas destes países com o Japão.
Anualmente Kako faz discursos na Instituição Nacional para Educação de Jovens e no Kōshien (Campeonato) Nacional de Desempenho de Língua de Sinais de Alunos do Ensino Médio, além de participar de eventos da Competição Equestre do Ensino Médio.

## Títulos e estilos
- 29 de dezembro de 1994 — 30 de abril de 2019: Sua Alteza Imperial a princesa Kako de Akishino
- 30 de abril de 2019 — presente: Sua Alteza Imperial a princesa Kako